# Campeonato Mundial de Ajedrez 2005 (FIDE)
El Campeonato Mundial de Ajedrez 2005 de la FIDE fue un encuentro entre distintos retadores. El torneo se jugó en Potrero de los Funes, Argentina. El primer juego empezó el 27 de septiembre de 2005. El último juego empezó el 16 de octubre del mismo año. Topalov ganó el torneo con 10 puntos, convirtiéndose en el campeón FIDE número 6.

## Torneo para el Campeonato del Mundo
Los ocho jugadores invitados participaron de un torneo a dos rondas con el Sistema de todos contra todos, siendo el mejor clasificado el próximo Campeón Mundial de Ajedrez.
Los jugadores invitados fueron
- Rustam Kasimdzhanov: Ganador del Campeonato Mundial pasado de la FIDE.
- Michael Adams: Perdedor del Campeonato Mundial pasado de la FIDE.
- Vladímir Krámnik: Ganador del Campeonato Mundial Clásico pasado.
- Péter Lékó: Perdedor del Campeonato Mundial Clásico pasado.
- Gari Kaspárov,  Viswanathan Anand,  Veselin Topalov y  Aleksandr Morozévich: Los mejores cuatro clasificados sin contar a los demás clasificados.[1]

Debido a que tanto Krámnik y el recientemente retirado Kaspárov decidieron no participar, sus cupos fueron por default a  Peter Svidler y  Judit Polgár, al ser los dos mejores clasificados luego de los demás.
| N.º | Jugador              | 1   | 2   | 3   | 4   | 5   | 6   | 7   | 8   | Total |
| --- | -------------------- | --- | --- | --- | --- | --- | --- | --- | --- | ----- |
| 1   | Veselin Topalov      | - - | ½ ½ | 1 ½ | 1 ½ | 1 ½ | 1 ½ | 1 ½ | 1 ½ | 10    |
| 2   | Viswanathan Anand    | ½ ½ | - - | ½ ½ | 0 ½ | ½ 1 | 0 1 | 1 ½ | 1 1 | 8½    |
| 3   | Peter Svidler        | 0 ½ | ½ ½ | - - | 1 1 | 1 ½ | ½ ½ | ½ ½ | 1 ½ | 8½    |
| 4   | Aleksandr Morozévich | 0 ½ | 1 ½ | 0 0 | - - | ½ 1 | ½ 1 | ½ ½ | ½ ½ | 7     |
| 5   | Péter Lékó           | 0 ½ | ½ 0 | 0 ½ | ½ 0 | - - | ½ 1 | 1 ½ | 1 ½ | 6½    |
| 6   | Rustam Kasimdzhanov  | 0 ½ | 1 0 | ½ ½ | ½ 0 | ½ 0 | - - | ½ ½ | 0 1 | 5½    |
| 7   | Michael Adams        | 0 ½ | 0 ½ | ½ ½ | ½ ½ | 0 ½ | ½ ½ | - - | ½ ½ | 5½    |
| 8   | Judit Polgár         | 0 ½ | 0 0 | 0 ½ | ½ ½ | 0 ½ | 1 0 | ½ ½ | - - | 4½    |